# 熊野本宮大社例大祭
本項目では熊野本宮大社（和歌山県田辺市本宮町）の例大祭を解説する。
熊野本宮大社の例大祭は4月13日から15日にかけて執行される。4月13日の湯登神事（ゆのぼりしんじ）は和歌山県指定無形民俗文化財（1966年〈昭和41年〉4月12日指定）である。

## 一年の豊穣を願う祭り

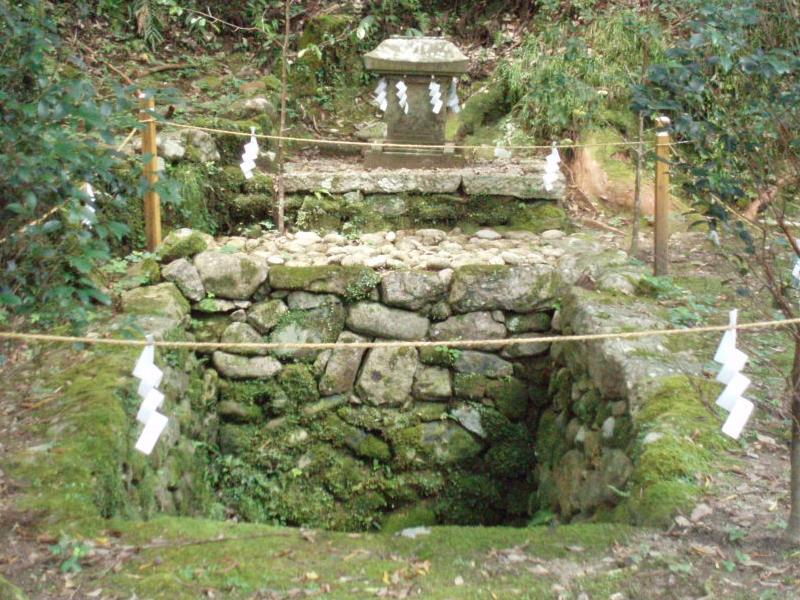
真奈井社

熊野本宮大社の例大祭は、一年の豊穣を願う祭りであると解される。
例大祭の中心である御田祭は、熊野牟須美神の神霊が移された神輿が、大社 - 真奈井社（まないしゃ、末社） - 大斎原（本宮大社旧社地） - 大社と渡御するという構造を備えており、渡御の都度、稚児に神霊を降臨せしめる神事（八撥神事、後述）を行う。神輿が最初に渡御する真奈井社は、天照大神と素戔男尊が誓約をした場所であると伝えられる（『古事記』『日本書紀』）。加えて、前日の湯登神事が、山を越えて御子神（家津美御子神）が真奈井社に籠もる過程としての意味を持つことや、真奈井社にある井戸の水が子神を生み出す呪力の源と解されていること、さらに熊野牟須美神の神名にある「牟須美」すなわち「結」（ムスビ）が産霊を意味することを併せて考えると、真奈井社は産出力や生成産育に関わる呪力の源としても意味を持つと考えられる。こうした産出力に関する呪力が顕現する場が大斎原であり、実りの予兆である花が重要な役割を持つことや、予祝儀礼としての意味を持つ田植舞が演じられることもこうした大斎原のもつ呪術的な意義から理解される。本宮の主祭神で素戔男尊に擬される家津御子大神（けつみみこおおかみ）もまた、その名にあるケツミが「食つ霊」と見られることから、五穀の収穫を支配する農業神としての性格を持っており、那智や新宮の例大祭と同じく、本宮の例大祭もまた農業神事として性格付けられるのである。

## 祭礼次第
例大祭は4月13日から3日間に渡り、4月13日に湯登神事、14日に航海の安全と大漁を祈念する船玉大祭（ふなたまたいさい）、15日には御田祭が執行される。

### 湯登神事（4月13日）
例大祭は4月13日の湯登神事（ゆのぼりしんじ）から始まる。当日は朝9時から、宮司以下の神職、氏子、伶人（神楽人）、稚児、氏子総代らが境内に参集して列をなし、太鼓にあわせて神歌を唄いながら、潔斎のために湯の峰温泉に向う。湯の峰温泉に着いた一行は、当屋と呼ばれる斎屋（ゆや）に入り、湯垢離（ゆごり）による潔斎の後、湯粥を食する。
午後1時からは、湯の峰王子にて祭典を行い、八撥神事（やさばきしんじ）と呼ばれる稚児舞楽を執行する。八撥神事は「八撥」の字義、すなわち神聖数である八とハネルに通じる撥の字を重ねることから祓えの行事と解される。稚児は氏子の3歳以下の子弟が務め、楽人が太鼓・横笛・笙を奏でるなか、「さがりやろー」の唱えごとに合わせて胸に吊るした小さな太鼓を叩きながら右に1回 廻り、「あがりやろー」の唱えごとに合わせて胸に吊るした小さな太鼓を叩きながら左に1回廻るという所作を3度繰り返す。この所作は、稚児に神霊を憑依させるものと考えられ、神事の間に神霊が降臨したことを表すため、舞の終了後には稚児の額に「大」の字を記す。神の憑坐となった稚児は八撥神事のとき以外は地面に下ろしてはならないとされるため、父兄はウマと呼ばれる役となって、肩車に乗せて稚児を移動させる。
湯の峰での神事の後、ウマの肩車に乗せられた稚児は、湯の峰から大斎原を結ぶ大日越え（後述）と呼ばれる山道を通り、山中にある末社・月見丘神社（つきみがおかじんじゃ）にて、次のような神歌を唄いながら八撥神事を行ってから、旧社地入口まで進み、いったん解散する。
夕刻には宵宮行列である宮渡神事（みやわたりしんじ）を執行するが、この神事にまつわる記録類は乏しく、わずかに楽譜が現存するのみである。宮渡神事では一行はまず礼殿での祭式後、旧社地の石祠の前で祭式と八撥神事を行ない、次いで音無川を渡って真奈井社に向かう。真奈井社は、湯の峰に向かう峠道の麓にある本宮の末社で、1月7日に行なわれる牛王宝印調製の神事（八咫烏神事）に使う水を汲む井戸がある。一行はここでも祭式と八撥神事を行ない、本社鳥居の前に戻って解散する。

### 御田祭（4月15日）
4月15日の御田祭（おんださい）は、本殿での本殿祭と本殿から大斎原へ神輿行列が渡御する渡御祭という、2つの部分からなる。
朝8時から本殿祭が執行される。大社第一殿（熊野牟須美神）前に神輿を据え、挑花（ちょうばな）と呼ばれる菊の造花4基2対を飾り付ける。挑花は、熊野牟須美神の鎮座にまつわる重要なシンボルとされ、太い竹竿の上部に木箱を挿して菊の花を盛り上げて造られたもので、渡御の行列にも加わる。
神輿へ神霊が移されると、八撥神事が行われる。その後、氏子の唄う神歌につつまれつつ、榊を奉じた神職を先頭に、熊野山伏、挑花、大和舞・巫女舞の舞人、稚児、田植舞の子供、神輿、神官、伶人、氏子総代らが行列をなして神殿の前から進発し、渡御祭が始まる。一行はまず、末社真奈井社に向い、井戸の前に神輿を据えて八撥神事を行ったのち、大斎原に設けられた御旅所に渡御する。御旅所では、石祠の前に設けられた祭場の正面に神輿が据えられ、その両側に挑花が立てられる。神職の祭式の後、一連の舞が披露されるが、それらは花の窟からの熊野権現の遷座にまつわるものである。最初に烏帽子に狩衣姿の少年4人による「大和舞」が披露され、熊野権現の遷座にまつわる内容を持つ神歌「有馬窟の歌」「花の窟の歌」が唄われる。次いで、白地に烏模様の打掛姿の少女4人による「巫女舞」、そして、御田祭の名の由来とされる稚児舞「田植舞」（田遊び）が祭場を田に見立てて演じられる。
舞に続いて八撥神事が行われた後、参拝者たちが挑花に挿された造花を競って奪い合う。この造花は福を招くと信じられており、かつては挑花を田に挿すと虫害から田を守ると伝えられていた。また、花は実りの予兆であることから、秋の収穫を予祝する意味があったと考えられている。これらの神事と並行して、祭場の前方では採燈大護摩が修され、熊野修験本庁の修験者らが護摩壇に火を焚きあげる。護摩が終了する午後5時ごろ、一同は再び行列をととのえて大社に還御し、八撥神事が最後に行われて、例大祭は幕を閉じる。

## 大日越え

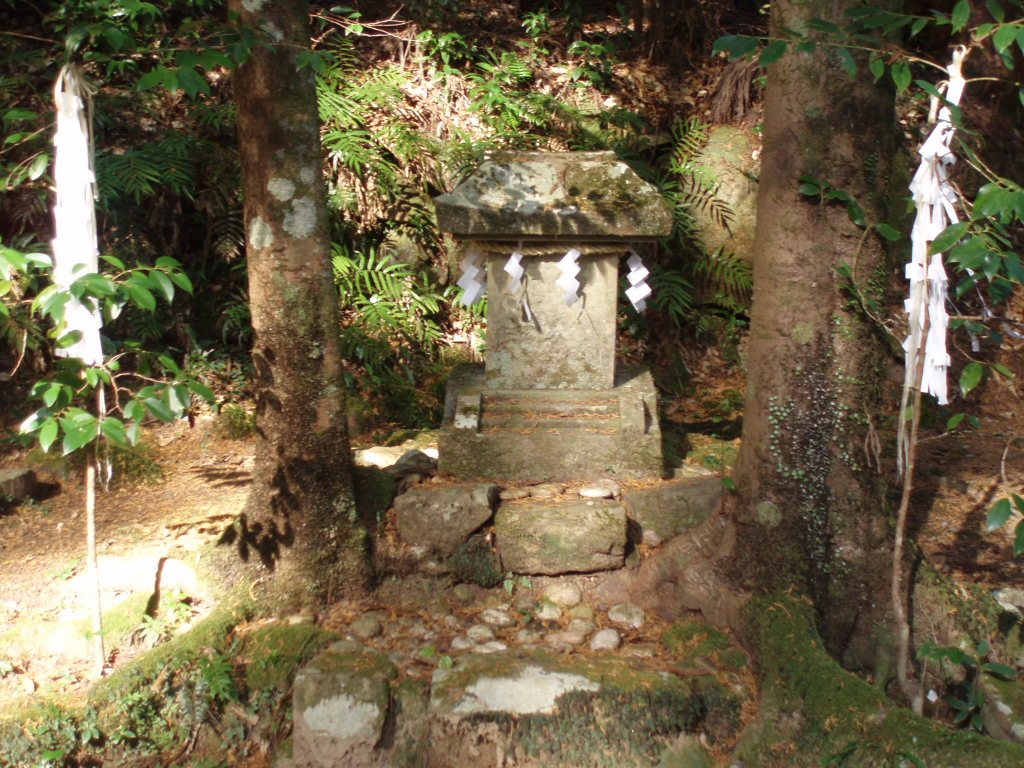
月見丘神社石祠

大日越え（だいにちごえ）は、熊野川と湯の峰温泉のある四村川河谷との分水嶺の丘陵、大日山（369メートル）を越えて、湯の峰と大斎原を結ぶ峠道である。大日越えの開創は遅くとも平安時代にさかのぼると見られるが、大日山の山裾をまわる道が周辺一帯の住人の日常の生活道になったため、元禄年間（1688年 - 1703年）の頃には影向道（えこうみち）とも呼ばれ、もっぱら神事の折にのみ通行する道であった。山頂北側の峠（304メートル）付近には、左甚五郎伝説にちなむ鼻欠地蔵や興国三年の銘のある名号板碑があるほか、峠から下った北側の中腹には、月見丘神社の石祠と隣り合って大日堂があり、阿弥陀如来と推定される丸彫り石仏が祀られている。
本宮への参拝の前後に湯の峰を訪れる風習は、中世の参詣記に既に見られる。藤原宗忠が『中右記』天仁2年（1109年）11月1日条で、川の冷たい水と湯が混じり合って程よい様を神験と称えたほか、『長秋記』長承3年（1134年）2月1日条には、鳥羽院が新宮・那智を巡拝する間、本宮に留まっていた待賢門院が湯の峰を訪れようとしたが、鳥羽院が帰参したため中止したとあり、藤原頼資も『頼資卿記』承元4年（1210年）10月8日条で「不異驪山之温泉」と賞賛している。しかし、湯の峰が熊野詣の湯垢離の場となるのは、南北朝時代以降の新しい風潮であり、平安時代末から鎌倉時代にかけての湯の峰は参詣儀礼の場ではなかった。室町時代の頃には、本宮についてすぐに湯の峰に越えることも行われたと見え、足利義満の側室北野殿の一行の参詣記『熊野詣日記』応永34年（1427年）9月28日条は、奉幣の後、ただちに湯の峰に向かったと記している。
大日越えは全ルートが国の史跡「熊野参詣道」の一部（2002年〈平成14年〉12月19日追加指定）、および、世界遺産「紀伊山地の霊場と参詣道」の登録資産である。

## 関連する文化財
- 熊野参詣道 - 史跡。2000年（平成12年）11月2日指定、2002年（平成14年）12月19日追加指定[29]。
- 湯登神事 - 和歌山県指定無形民俗文化財。1966年〈昭和41年〉4月12日指定[1]。
- 大日堂の石仏 - 和歌山県指定有形文化財（美術工芸品〈彫刻〉）。1967年（昭和42年）4月14日指定）[24]。

## 注
1. 1 2  “県指定文化財・民俗文化財”.   和歌山県教育委員会. 2009年10月3日閲覧。
2. ↑  豊島[1992: 207]
3. 1 2  桜井[1998: 179]
4. ↑  白川[1984: 164-165]
5. ↑  白川[1998: 164]
6. 1 2  桜井[1988: 178-179]
7. ↑  豊島[1992: 208]
8. ↑  桜井[1998: 184]
9. 1 2 3  桜井[1988: 177]
10. ↑  当屋を務めるのは、古くから本宮大社と関係の深い「いせや」「あづまや」という2軒の旅館で、1年交代である[九鬼 1998: 12]。
11. 1 2  別冊太陽編集部[2002: 17]
12. ↑  山本 [2007: 264]
13. 1 2  豊島[1992: 206]
14. 1 2 3  九鬼[1998: 12-13]
15. ↑  神歌の採譜は[桜井 1988: 177]による。
16. 1 2  白川[1984: 162]
17. 1 2 3  九鬼[1998: 13]
18. ↑  山本 [2007: 266]
19. 1 2 3  豊島[1992: 204]
20. ↑  九鬼[1998: 15]
21. 1 2  熊野路編さん委員会[1973: 152]
22. ↑  宇江[2004: 211]
23. ↑  熊野路編さん委員会[1991: 151]
24. 1 2  指定名は「大日堂の石仏」。和歌山県指定有形文化財（美術工芸品〈彫刻〉）、1967年（昭和42年）4月14日指定。“県指定文化財・有形文化財・美術工芸品”.   和歌山県教育委員会. 2009年10月4日閲覧。
25. ↑  小山[2000: 159-160]
26. ↑  「角川日本地名大辞典」編纂委員会[1985: 1056]
27. ↑  小山[2004: 145-147]
28. ↑  小山[2000: 160]
29. 1 2  熊野参詣道（2000年〈平成12年〉11月2日指定、2002年〈平成14年〉12月19日追加指定）、国指定文化財等データベース（文化庁） 2010年7月3日閲覧。“田辺市の指定文化財一覧表”.   田辺市教育委員会. 2008年12月20日閲覧。
30. ↑  世界遺産登録推進三県協議会（三重県・奈良県・和歌山県）、2005、『世界遺産 紀伊山地の霊場と参詣道』、世界遺産登録推進三県協議会

## 文献
- 宇江敏勝、2004、『世界遺産熊野古道』、新宿書房 ISBN 4880083216
- 「角川日本地名大辞典」編纂委員会編、1985、『和歌山県』、角川書店〈角川日本地名大辞典30〉 ISBN 404001300X
- 九鬼 宗隆、1998、「湯登神事と本殿際・渡御祭」、加藤 隆久（編）『熊野三山信仰事典』、戎光祥出版 ISBN 4900901075
- 熊野路編さん委員会、1973、『古道と王子社 - 熊野中辺路』、熊野中辺路刊行会〈くまの文庫4〉
- —、1991、『熊野中辺路 - 歴史と風土』、熊野中辺路刊行会〈くまの文庫別巻〉
- 小山 靖憲、2000、『熊野古道』、岩波書店〈岩波新書〉 ISBN 4004306655
- —、2004、『吉野・高野・熊野をゆく - 霊場と参詣の道』、朝日新聞社〈朝日選書〉 ISBN 4022598581
- 桜井 満、1988、「三山の祭り」、和田 萃（編）『熊野権現』、筑摩書房 ISBN 4480854215
- 白川 琢磨、1984、「熊野祭礼のコスモロジー - 花と火と船と」、宮家 準『山の祭りと芸能』上、平河出版社 ISBN 4892030791
- 豊島 修、1992、『死の国・熊野 - 日本人の聖地信仰』、講談社〈講談社現代新書〉 ISBN 4061491032
- 別冊太陽編集部、2002、「熊野本宮大社例大祭」、別冊太陽編集部（編）『熊野 - 異界への旅』、平凡社〈別冊太陽〉 ISBN 4582943845 p. 17
- 山本 殖生、2007、「熊野の祭」、『熊野 - その信仰と文学・美術・自然』、至文社〈『国文学解釈と鑑賞』別冊〉 pp. 260-271